# Andrea Smorti
Andrea Smorti (Firenze, 25 luglio 1949) è uno psicologo italiano.

## Biografia
Conseguita la laurea in filosofia il sei luglio 1974 all'Università degli Studi di Firenze, il primo agosto 1975 entrò all'Istituto di psicologia dell'ateneo fiorentino. Si specializzò il ventiquattro maggio 1982 in psicologia a indirizzo differenziale e scolastico alla Facoltà di medicina e chirurgia dell'Università degli Studi di Siena e il quindici febbraio 1986 si specializzò in psicologia dello sport presso l'associazione italiana di psicologia dello sport a Roma.
Il primo luglio 1988 fu nominato professore associato di psicologia dello sviluppo e dell'educazione alla Facoltà di magistero dell'Università di Firenze, per essere poi designato professore ordinario il primo settembre 2000 nel medesimo ateneo. Dal 2001 al 2004 fu presidente del corso di laurea in scienze e tecniche di psicologia dello sviluppo e dell'educazione della Facoltà di psicologia fiorentina.
Presidente della commissione per l'esame di Stato di psicologo nell'anno accademico 2004-2005, nel 2008 fu eletto preside della Facoltà di psicologia dell'Università di Firenze, incarico che mantenne fino al 2013.

## Attività scientifica
Inizialmente interessato alle problematiche delle interazioni fra genitori e figli, ha poi approfondito il pensiero narrativo, le implicazioni sociali delle interazioni fra pari e il bullismo.
Il suo approccio scientifico è quello della psicologia culturale e della medicina narrativa.

## Opere
- Filippo Boschi, Andrea Smorti e Franca Tani, La lettura e l'insegnante, Firenze, 1977.
- Andrea Smorti, Ruolo del padre e sviluppo psicologico del bambino, Firenze, La Nuova Italia, 1980.
- Maria Luisa Falorni e Andrea Smorti, Madri in ospedale, Roma, Il Pensiero Scientifico Editore, 1984.
- Maria Luisa Falorni e Andrea Smorti, La paura tra fantasie e realtà, Roma, Edizioni Borla, 1984.
- Andrea Smorti, Il pensiero narrativo, Firenze, Giunti, 1994.
- Andrea Smorti, Il sé come testo, Milano, Giunti, 1997.
- Andrea Smorti, La psicologia culturale, Roma, Carocci, 2003.
- Andrea Smorti, Narrazioni, Firenze, Giunti, 2007.
- Andrea Smorti, Raccontare per capire, Bologna, il Mulino, 2018.
- Andrea Smorti, Storytelling, Bologna, il Mulino, 2022.